# Bremeria landia
Bremeria landia là một loài thực vật có hoa trong họ Thiến thảo. Loài này được (Poir.) Razafim. & Alejandro mô tả khoa học đầu tiên năm 2005.

## Hình ảnh